# Uladzislau Hancharou
Uladzislau Alehavici Hancharou (în belarusă Уладзіслаў Алегавіч Ганчароў, Łacinka : Uładzisłaŭ Alehavič Hančaroŭ; n. 2 decembrie 1995, Viciebsk, Belarus) este un gimnast bielorus, medaliat olimpic cu aur la Jocurile Olimpice din 2016, la proba în trambulina individuală pentru bărbați.

## Carieră
Hancharou a început să se antreneze trambulina la vârsta de șase ani. El și-a făcut debutul a competițiile de seniori în 2012 și a câștigat medalia de aur la trambulina din Cupa Mondială de la Sofia. Primul Campionat Mondial la care Hancharou a concurat a fost cel de la Sofia, Bulgaria.
În 2014, Hancharou a început să ajungă pe podium în cadrul mai multor evenimente de la Cupa Mondială. El a câștigat aurul individual la Campionatul European din 2014 și bronzul la proba pe echipe.  La Campionatul Mondial din 2014 din Daytona Beach, Statele Unite, a câștigat bronzul la individual și argintul la sincron.
În 2015, Hancharou a câștigat medalia de argint la individual și sincron la ediția inaugurală a Jocurilor Europene din 2015, care au avut loc la Baku, Azerbaidjan. El și-a repetat performanța la Campionatul Mondial din 2015, câștigând medalii de argint la individ, sincron și bronz cu echipa.  În august 2016, a câștigat medalia de aur olimpică în proba de trambulina individual la masculin la Jocurile Olimpice de Vară de la Rio. Aceasta a fost singura medalie de aur câștigată de Belarus la aceste jocuri.